# Pristimantis guaiquinimensis
Pristimantis guaiquinimensis là một loài động vật lưỡng cư trong họ Strabomantidae, thuộc bộ Anura. Loài này được Schlüter & Rödder mô tả khoa học đầu tiên năm 2007.